# Antoine-Michel Padeloup

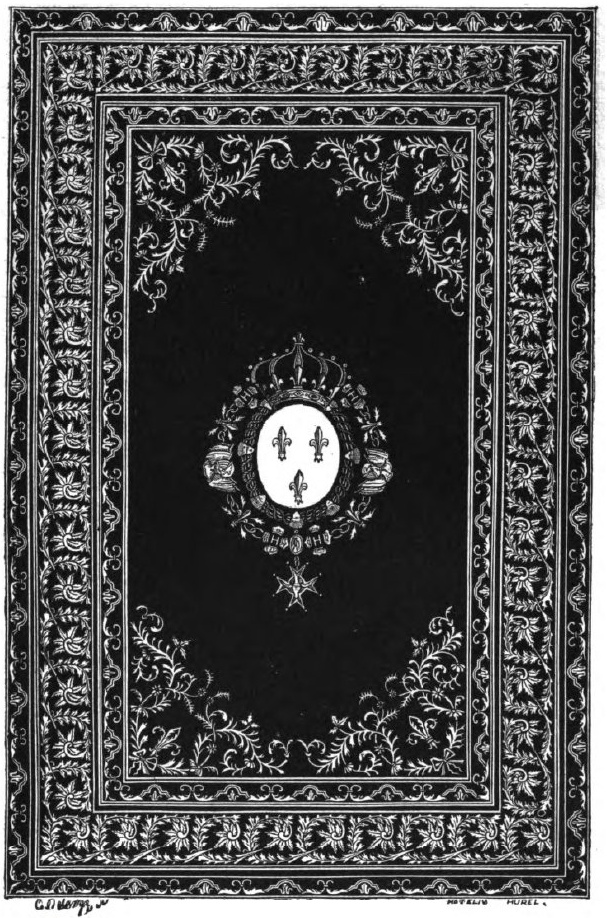

Antoine−Michel Padeloup (ur. w 1685, zm. w 1758) – francuski introligator królewski.
Był najwybitniejszym przedstawicielem rodu rzemieślników działających w XVII i XVIII wieku we Francji. Wśród jego klientów byli m.in. Ludwik XV i jego żona Maria Leszczyńska, delfin Francji Ludwik Ferdynand Burbon i Madame Pompadour. Otrzymał tytuł „relieur du Roy” - introligator króla.
Padeloup wykonywał oprawy książek z barwionych skór, były to mozaiki o regularnych podziałach ozdobione drobnym, koronkowym ornamentem. Środek kompozycji najczęściej zajmował monogram lub herb zleceniodawcy, natomiast marginesy szerokie bordiury.